# アダマ・ディアカビ
アダマ・ディアカビ（Adama Diakhaby, 1996年7月5日 - ）は、フランス・アジャクシオ出身のサッカー選手。ポジションはFW。リーガI・ポリテフニカ・ヤシ所属。

## 経歴

### クラブ
SMカーンのユースチームから2013年トップチーム昇格した。2016年、スタッド・レンヌに移籍し、8月14日、ディジョンFCO戦でジョヴァンニ・シオとの交代途中出場でデビューした。
2017年、ASモナコに移籍した。
2018年7月20日、ハダースフィールド・タウンFCへ3年契約で移籍した。
2021年2月1日、アミアンSCに移籍した。
2023年1月13日、カラバフFKに移籍した。
2024年7月、バンドゥルマスポルに移籍した。
2025年2月、ポリテフニカ・ヤシに加入した。

### 代表
フランス代表として各年代でプレーしている。